# Ali Hubert
Ali Hubert, nato Alexander Hubert (Vienna, 1º dicembre 1878 – Hollywood, 1º giugno 1940), è stato un costumista austriaco che lavorò soprattutto all'epoca del cinema muto.
Collaboratore fisso di Ernst Lubitsch, firmò molti dei film tedeschi del regista berlinese lavorando per lui anche negli Stati Uniti, dove curò i costumi del cast e dei danzatori della versione del 1934 de La vedova allegra (gli abiti della protagonista Jeanette MacDonald erano di Adrian).

## Filmografia
- Madame du Barry, regia di Ernst Lubitsch (1919)
- Sumurun, regia di Ernst Lubitsch (1920)
- Anna Bolena (Anna Boleyn), regia di Ernst Lubitsch (1920)
- Settecento d'oro (Die Abenteuer der schönen Dorette), regia di Otto Rippert (1921)
- Louise de Lavallière, regia di Georg Burghardt (1922)
- Theonis, la donna dei faraoni (Das Weib des Pharao), regia di Ernst Lubitsch (1922)
- La fiamma dell'amore (Die Flamme), regia di Ernst Lubitsch (1923)
- Felicitas Grolandin, regia di Rudolf Biebrach (1923)
- La vecchia legge (Das alte Gesetz), regia di Ewald André Dupont (1923)
- Soll und Haben, regia di Carl Wilhelm (1924)
- Komödianten, regia di Karl Grune (1925)
- Die Stadt der Versuchung, regia di Walter Niebuhr (1925)
- Violantha, regia di Carl Froelich (1928)
- Lo zar folle (The Patriot), regia di Ernst Lubitsch (1928)
- Luise, Königin von Preußen, regia di Carl Froelich (1931)
- La Veuve joyeuse, regia di Ernst Lubitsch (1935)
- Emilio Zola (The Life of Emile Zola), regia di William Dieterle (1937)
- Marco il ribelle (Blockade), regia di William Dieterle (1938)

## Galleria d'immagini

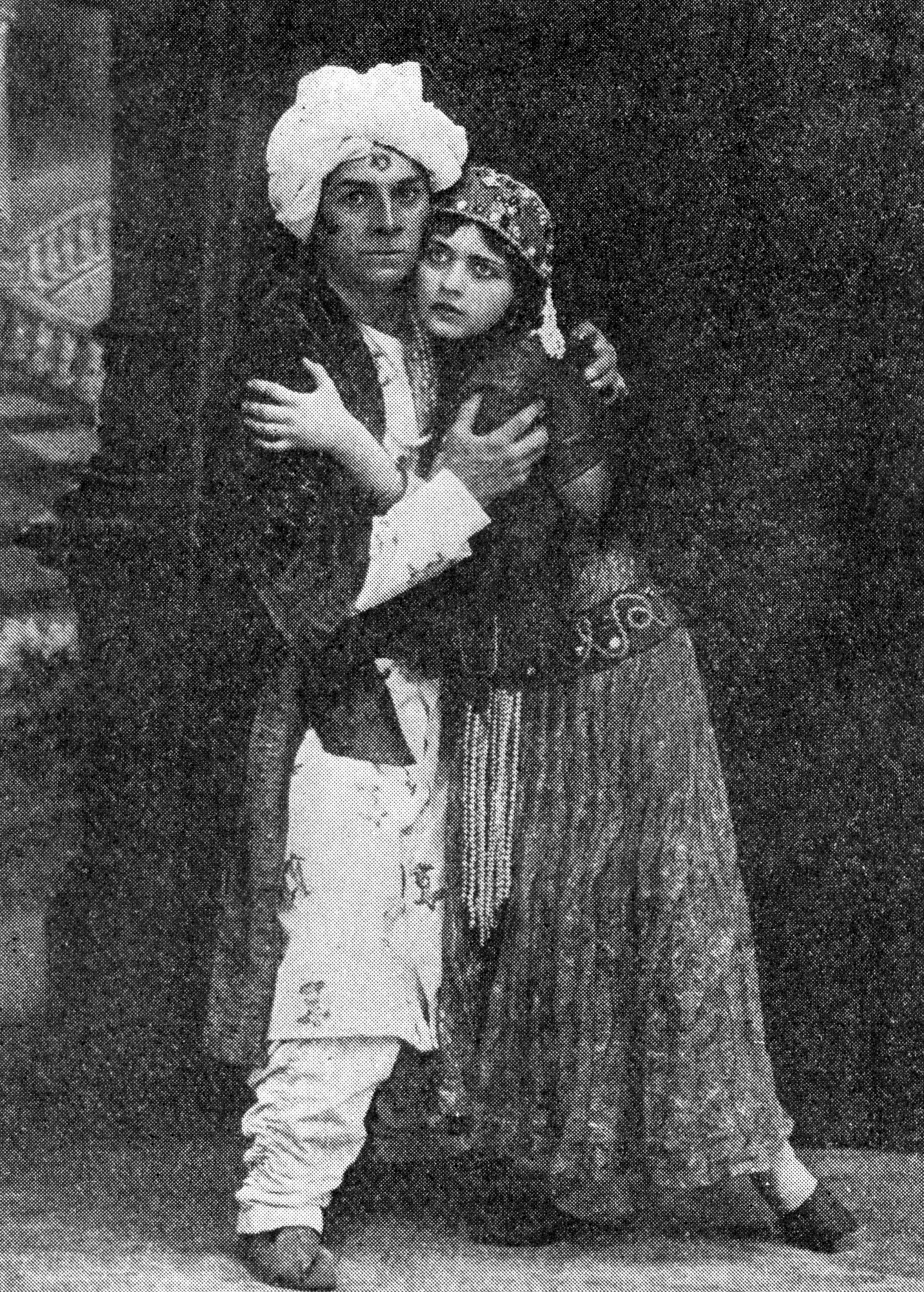
Pola Negri in Sumurun (1920)